# シティ・オブ・サンフランシスコ
シティ・オブ・サンフランシスコ (City of San Francisco) は101.102列車として、1936年から1971年までユニオン・パシフィック鉄道 (Union Pacific Railroad) が、サザン・パシフィック鉄道 (Southern Pacific Railroad)、シカゴ・ノース・ウェスタン鉄道 (Chicago and North Western Railway) と提携し、イリノイ州シカゴとカリフォルニア州オークランド・サンフランシスコ間を運行した代表的な大陸横断の旅客列車。

## 概要
1930年代中頃、シカゴ・オークランド間には重鋼製客車を連ねたオーヴァーランド・リミテッド (Overland Limited) やパシフィック・リミテッド (Pacific Limited) が運行されていたが、当時進行していた列車の流線型化に伴い、シティ・オブ・サンフランシスコ (City of San Francisco) はこれらの列車を増強する形で登場した。1955年以降はシカゴ・ノース・ウェスタン鉄道 (Chicago and North Western Railway) に変わり、ミルウォーキー鉄道（Chicago, Milwaukee, St. Paul and Pacific Railroad、略称CMSP&P RR）と提携しシカゴ - オマハ間は同社の路線を使用した。オークランドと対岸のサンフランシスコはフェリー・バスで連絡した。
アッチソン・トピカ・アンド・サンタフェ鉄道 (Atchison, Topeka and Santa Fe Railway) のサンフランシスコ・チーフ (San Francisco Chief) やシカゴ・バーリントン・アンド・クインシー鉄道 (Chicago, Burlington and Quincy Railroad、略称CBQ) 他2社によるカリフォルニア・ゼファー (California Zephyr) と競合関係にあった。

## 歴史

### 年表
- 1936年: シカゴ・オークランド間月5往復運行開始
- 1947年: 毎日運行開始
- 1952年: カリフォルニア州ユバ峠 (Yuba Pass, California) で雪害により、列車が6日間山中に閉じ込められる
- 1955年: シカゴ・オマハ間、ミルウォーキー鉄道経由に変更。それに伴いシカゴでの発着駅がノース・ウエスタン駅 (North Western Terminal) からユニオン駅 (Union Station) に変更。
- 1958年: オークランドの発着がオークランド桟橋駅 (Oakland Pier) から16丁目駅 (16th Street Station) に変更
- 1960年: シカゴ・ユタ州オグデン(Ogden)間の運行をシティ・オブ・ロサンゼルス (City of Los Angeles) と統合
- 1969年: 更に重複運行区間をシティ・オブ・ポートランド (City of Portland)、シティ・オブ・デンバー (City of Denver) と統合
- 1970年: 週3往復に減便
- 1971年: 全米鉄道旅客輸送公社・アムトラック (National Railroad Passenger Corporation) の発足により、運行終了。サンフランシスコ・ゼファー (San Francisco Zephyr) 運行開始

### 1955年10月29日の編成（シカゴ発サンフランシスコ行き・オマハ到着時）
| 使用車両   | 車両愛称・形式      | 車種                                                                      |
| ---------- | ------------------- | ------------------------------------------------------------------------- |
| C＆NW5018A | E7Aディーゼル機関車 | ディーゼル機関車                                                          |
| C＆NW5014A | E7Aディーゼル機関車 | ディーゼル機関車                                                          |
| UP5700     |                     | バゲージ（荷物車）                                                        |
| SP5003     |                     | バゲージ・メール（郵便・荷物車）                                          |
| UP6005     |                     | バゲージ・ドミトリー（荷物・乗務員車）                                    |
| SP2364     |                     | コーチ（座席）                                                            |
| SP2365     |                     | コーチ                                                                    |
| UP530      |                     | コーチ                                                                    |
| UP4813     |                     | ダイニング                                                                |
| UP4814     |                     | ダイニング                                                                |
| UP6202     | Colombia River      | ビュッフェ・ラウンジ                                                      |
| SP9012     |                     | 寝台車（4ダブルベッドルーム・4コンパートメント・2デュリューイングルーム） |
| UP         | Verdugo             | 寝台車（4ダブルベッドルーム・4コンパートメント・2デュリューイングルーム） |
| UP         | Pacific Forum       | 寝台車（10ルーメット・6ダブルベッドルーム）                               |
| NYC10217   | Connecticut River   | 寝台車（10ルーメット・6ダブルベッドルーム）                               |
| UP         | American Trooper    | 寝台車（6セクション・6ルーメット・4ダブルベッドルーム）                   |
| SP9040     |                     | 寝台車（10ルーメット・6ダブルベッドルーム）                               |

## 姉妹列車
- シティ・オブ・ロサンゼルス（City of Los Angeles）　シカゴ-オグデン - ラスベガス - ロサンゼルス
- シティ・オブ・ポートランド (City of Portland)　シカゴ - デンバー - ポートランド
- シティ・オブ・デンバー (City of Denver)　シカゴ - デンバー
- シティ・オブ・セントルイス (City of St. Louis)　セントルイス - デンバー - ロサンゼルス・オークランド・ポートランド